# Alexandria Eshate
Alexandria Eshate sau Alexandria Eskhata (în greacă veche Ἀλεξάνδρεια Ἐσχάτη), literalmente „Alexandria cea mai Îndepărtată”, a fost un oraș fondat de Alexandru cel Mare, la căpătul sud-vestic al Văii Fergana (în Tadjikistanul de astăzi) în august 329 î.e.n. Acesta a fost cel mai nordic avanpost al Imperiului Grec în Asia Centrală. Alexandria Eshate a fost ridicată pe malul de sud al râului Jaxartes (Sîr Daria), pe locul sau aproape de locul actualului oraș Hudjand (Хуҷанд; خجند).
Potrivit autorului roman Curtius⁠(d), Alexandria Ultima își păstrase cultura elenistică și trei secole mai târziu, pe la 30 î.e.n. Orașul fusese însă cucerit de dinastia Han, împreună cu restul Dayuanului (Regatul Greco-Bactrian) în 102 î.e.n., după Războiul Cailor Cerești⁠(d).

## Istoria

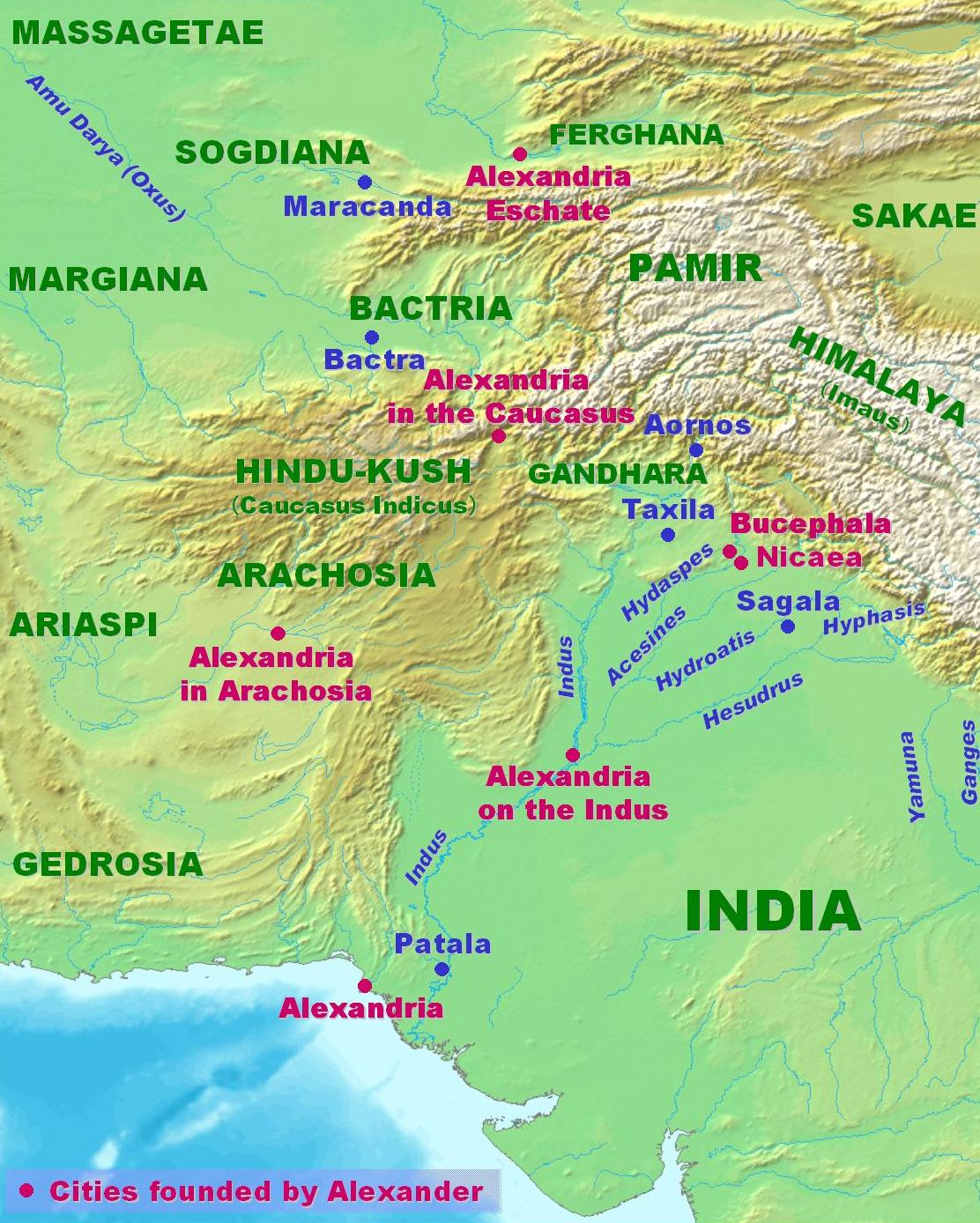
Alexandria Eshate era situată în Valea Ferghana (sus, centru).

Ca și în cazul celor mai multe alte orașe fondate de Alexandru, un grup de veterani retrași și/sau răniți din armata lui s-au stabilit acolo.
Deoarece Alexandria Eshate era înconjurată de triburi sogdiane, și se afla la circa 300 km nord de cea mai apropiată așezare greacă, Alexandria pe Oxus din Bactria, grecii au construit în jurul orașului un zid de 6 km, care, potrivit autorilor antici, a fost terminat în aproximativ 20 de zile. S-au înregistrat numeroase conflicte cu populația locală.

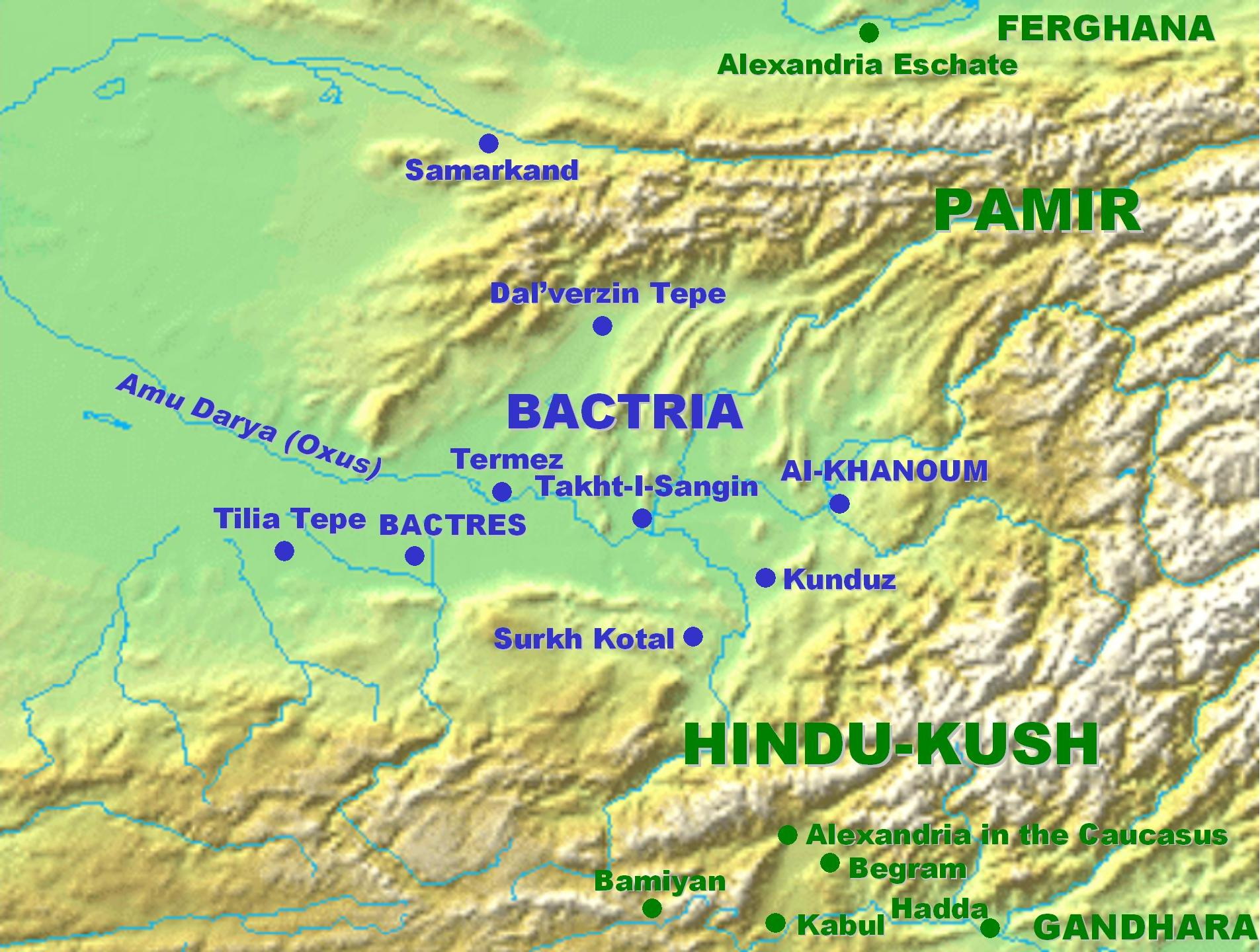
Alexandria Eshate se afla la 300 km nord-vest de principalele colonii grecești din Asia Centrală, din Bactria.

După anul 250 î.e.n., orașul a avut, probabil, contact mai puternic cu Bactria, după ce regele greco-bactrian Euthydemus I⁠(d) și-a extins controlul asupra Sogdianei.
Alexandria Eshate era și la aproximativ 400 km vest de bazinul Tarim (astăzi, Xinjiang, China), unde trăiau alte popoare indo-europene, cum ar fi hotanezii⁠(d), toharienii, wusunii⁠(d) și/sau yuezhii. Există indicii că expedițiile grecești au călătorit până la Kashgar. Istoricul Strabon afirmă că grecii „și-au întins imperiul chiar până la Seres și Phryni⁠(d) [probabil, Xiongnu]”. „Seres” însemna fie China propriu-zisă – caz în care grecii ar fi realizat primul contact direct între China și o societate europeană, în preajma lui 200 î.e.n. – fie popoarele din Tarim. În orice caz, un oraș cunoscut de chinezi ca Dayuan, menționat de cărturarii dinastiei Han (secolul I î.e.n.–secolul al II-lea e.n.), era aproape cu siguranță Alexandria Eshate. Prefixul da înseamnă „Mare”, în timp ce sufixul Yuan ar putea fi o redare chinezească a termenului „Ionieni⁠(d)”. Chinezii și-au trimis reprezentanți la Dayuan, începând cu Chang Ch'ien în preajma anului 130 î.e.n. Acest lucru a contribuit la deschiderea Drumului Mătăsii începând cu secolul I î.e.n.

## Vestigii arheologice
Rămășițele orașului⁠(d) lui Alexandru se află în tellul vechii citatele de la Hodjand. Deși cele mai vechi rămășițe de la suprafață ale zidurilor datează doar din secolul al X-lea, săpăturile arheologice⁠(d) sovietice și tadjice din sit au arătat că sub suprafață se află straturi medievale, elenistice și ahemenide. Aceste straturi au relevat fortificații datând din jurul secolul al IV-lea î.e.n.
Alte rămășițe găsite sunt ustensile⁠(d) de uz casnic, armament și materiale de construcții, care sunt expuse în Muzeul de Studii Regionale⁠(d) din Hodjand. Situl a relevat și numeroase obiecte de ceramică și monede elenistice⁠(d).
În Tabula Peutingeriana, în dreptul însemnărilor despre oraș există o întrebare retorică în limba latină: „Hic Alexander responsum accepit: usque quo Alexander? (în traducere, „Aici Alexandru a acceptat răspunsul la întrebarea «până unde, Alexandru?»”) — care face aluzie atât la apetitul său nepotolit pentru cuceriri, cât și la una din legendele despre Alexandru în care „creaturi cerești” l-au avertizat pe acesta să nu caute spre alte explorări, căci în final ele vor duce la moartea sa prematură.

## În ficțiune
Alexandria Eshate este destinația finală a lui Euxenus, fiul lui Eutychides din dema Pallene, protagonistul din Alexandru, la capătul lumii de Tom Holt⁠(d).
Horses of Heaven, de Gillian Bradshaw⁠(d), are acțiunea în Alexandria Eshate, pe la 140 î.e.n. și vorbește despre caii din Ferghana⁠(d) și despre Războiul Cailor Cerești⁠(d) dus cu China dinastiei Han.